# اچ‌ام‌اس چرچیل (اس۴۶)
اچ‌ام‌اس چرچیل (اس۴۶) (به انگلیسی: HMS Churchill (S46)) یک زیردریایی بود که طول آن ۸۶٫۹ متر (۲۸۵ فوت ۱ اینچ) بود. این زیردریایی در سال ۱۹۶۸ ساخته شد.